# كونراد ويليامز (رياضي)
كونراد ويليامز (بالإنجليزية: Conrad Williams) مواليد 20 مارس 1982 في كينغستون، هو عداء بريطاني متخصص في سباق 400 متر. مثل بلاده في الأولمبياد. سبق أن فاز بالميدالية الذهبية في بطولة أوروبا لألعاب القوى ودورة ألعاب الكومنولث.

## الميداليات
| الميدالية | المسابقة                                    |
| --------- | ------------------------------------------- |
| فضية      | بطولة العالم لألعاب القوى 2009              |
| فضية      | بطولة العالم لألعاب القوى داخل الصالات 2012 |
| فضية      | بطولة العالم لألعاب القوى داخل الصالات 2014 |
| برونزية   | بطولة العالم لألعاب القوى داخل الصالات 2010 |
| ذهبية     | بطولة أوروبا لألعاب القوى 2014              |
| فضية      | بطولة أوروبا لألعاب القوى 2010              |
| فضية      | بطولة أوروبا لألعاب القوى 2012              |
| ذهبية     | دورة ألعاب الكومنولث 2014                   |
| برونزية   | دورة ألعاب الكومنولث 2010                   |

## روابط خارجية
- كونراد ويليامز على موقع الاتحاد الدولي لألعاب القوى (الإنجليزية)
- كونراد ويليامز على موقع ThePowerOf10.info (الإنجليزية)
- كونراد ويليامز على موقع الدوري الماسي (الإنجليزية)
- كونراد ويليامز على موقع أوليمبيديا (الإنجليزية)
- كونراد ويليامز على موقع اللجنة الأولمبية البريطانية (الإنجليزية)
- كونراد ويليامز على موقع اتحاد ألعاب الكومنولث (مؤرشف) (الإنجليزية)